# Geografia dell'Oman

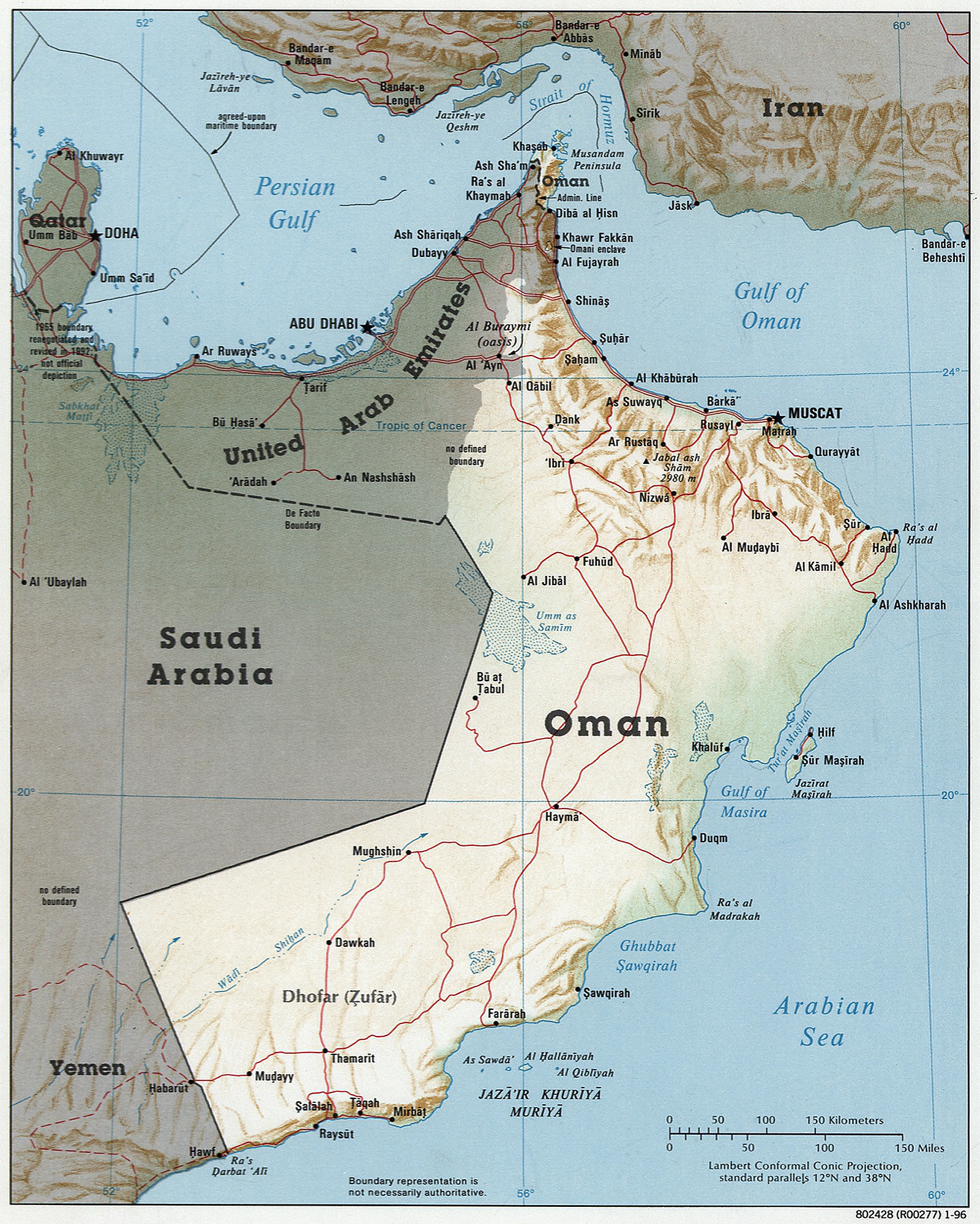
Carta dettagliata dell'Oman.

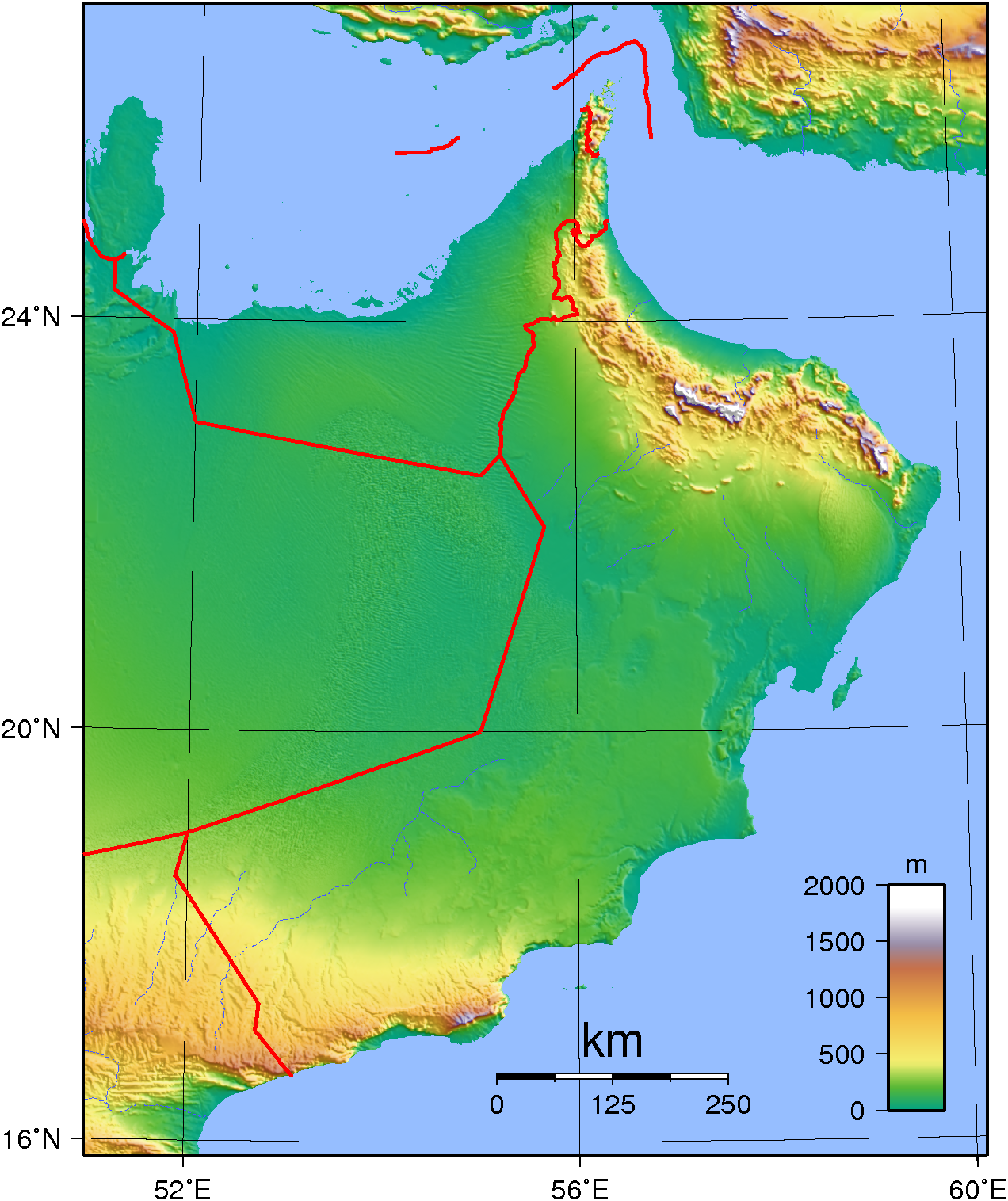
Carta topografica dell'Oman.

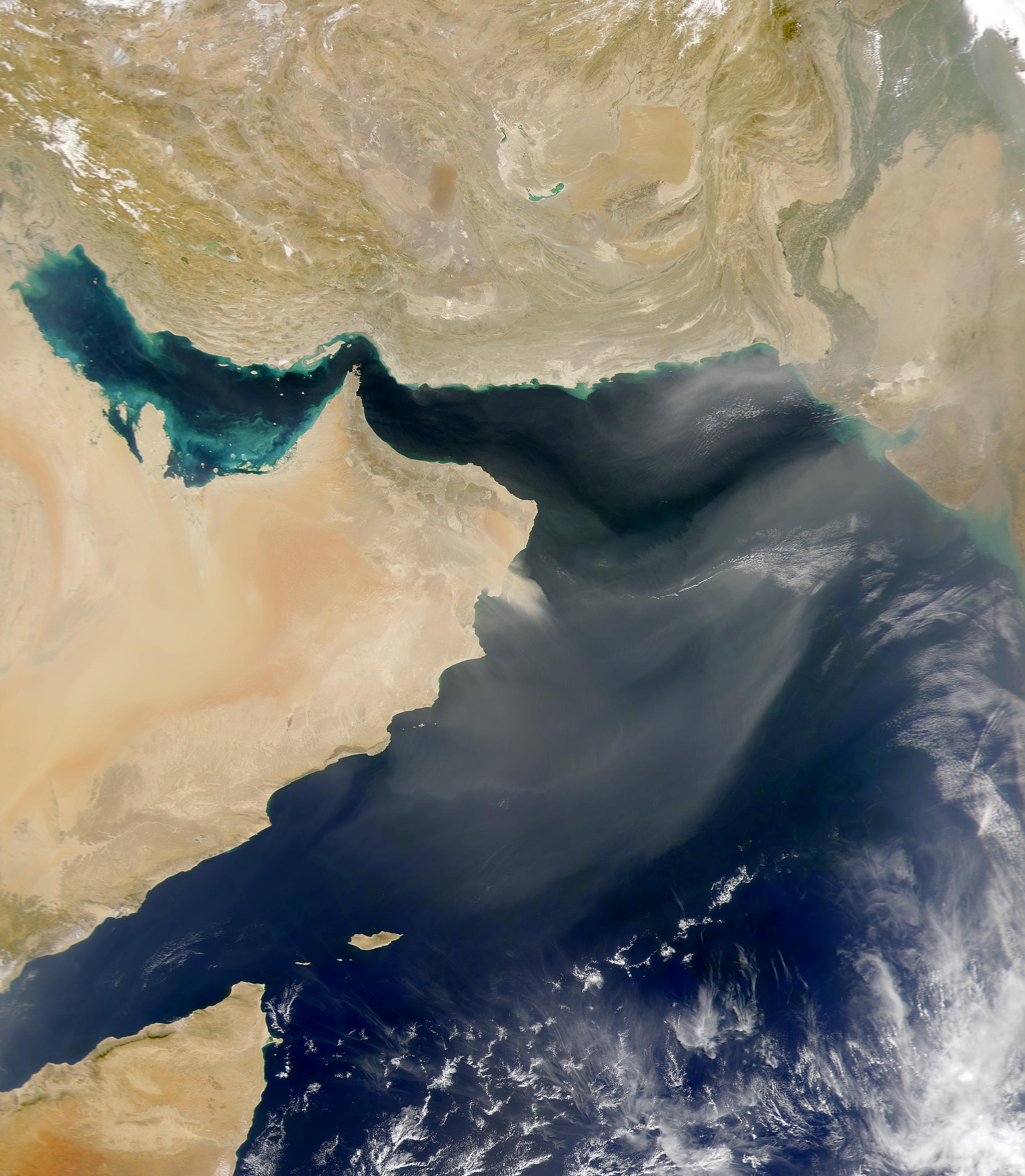
Tempesta di sabbia sul mar Arabico proveniente dall'Oman (12 marzo 2000).

Con una superficie leggermente più piccola di quella della Polonia, l'Oman confina a sud- con lo Yemen, a sud e a est con il mar Arabico, a nord con il golfo di Oman, a nord-ovest con gli Emirati Arabi Uniti, e a ovest con l'Arabia Saudita. Una piccola exclave, il Ruʾūs al-Jibāl («le Cime dei Monti»), occupa l'estremità settentrionale della penisola di Musandam in prossimità dello stretto di Hormuz; questo territorio offre all'Oman l'unico litorale sul golfo Persico. Tra i territori insulari figurano l'isola di Maṣīrah a est e l'isola di Al-Ḥallāniyyah (la maggiore delle cinque isole Khuriyyā Muriyyā) 40 km al largo della costa meridionale.

## Morfologia
L'Oman settentrionale è dominato da tre zone fisiografiche. La lunga e angusta piana costiera nota come Al-Bāṭinah si estende lungo il golfo di Oman. Gli alti e impervi monti Ḥajar si estendono verso sud-est, paralleli alla costa del golfo, tra la penisola di Musandam e un punto in prossimità di capo al-Ḥadd all'estremità orientale della penisola arabica. Gran parte della catena raggiunge altitudini superiori ai 1.463 m; il monte Shams («Montagna del Sole»), alto 2980 m, è il punto più elevato del paese. Il grande spartiacque centrale del Wadi Samāʾil separa gli Ḥajar in una catena occidentale e in una orientale. Un altopiano interno digrada a sud-ovest dei monti Ḥajar fino al grande deserto del Rub' al-Khali («il Quarto Vuoto»), che il sultanato condivide con Arabia Saudita e Yemen.

Queste zone possono essere ulteriormente suddivise in alcune regioni non ufficiali: l'Al-Bāṭinah; le montagne e le vallate a esse associate delle catene degli Ḥajar Orientali e Occidentali; l'area interna dell'Oman, o Al-Jaww (le colline centrali e le vallate del lato interno dei monti Ḥajar e il cuore storico dell'Oman); l'Al-Ẓāhirah (la piana semidesertica a ovest dell'area interna dell'Oman, vicino agli Emirati Arabi Uniti, comprendente l'oasi di Al-Buraymī); l'Al-Sharqiyyah (piane sabbiose poste a est dell'Oman interno alle spalle dei monti Ḥajar); e il Jaʿlān (di fronte al mar Arabico a sud del capo al-Ḥadd).
La regione meridionale del Dhofar (Ẓufār) è separata dal resto dell'Oman da alcune centinaia di chilometri di aperto deserto. La piana costiera del Dhofar è costituita da un fertile suolo alluvionale, ben irrigato dal monsone di sud-ovest. Catene montuose ammantate di boschi, che si innalzano fino a circa 1500 m, formano una mezzaluna posta alle spalle di una lunga e angusta piana costiera, ove è situata la capitale provinciale, Ṣalālah. Oltre le montagne, le distese di ghiaia si fondono gradualmente verso nord con il Rubʿ al-Khali.

## Idrografia
Nel paese non vi sono specchi di acqua dolce permanenti. I torrenti intermittenti sono un prodotto delle tempeste stagionali e generalmente si prosciugano rapidamente. Negli ultimi anni sono stati compiuti notevoli sforzi per costruire dighe nel tentativo di impedire le fuoriuscite e controllare le inondazioni.

## Clima
Il clima è caldo e arido nell'interno e caldo e umido lungo la costa. Le temperature estive nella capitale Mascate e in altre località costiere raggiungono spesso i 43 °C, con un elevato tasso di umidità; gli inverni sono miti, con temperature minime di circa 17 °C. Le temperature sono simili nell'interno, nonostante siano leggermente moderate ad altitudini più elevate. Il Dhofar è dominato dal monsone estivo, che rende il clima di Ṣalālah più temperato di quello dell'Oman settentrionale. Le precipitazioni sono scarse in tutto il paese, e in un anno cadono appena circa 100 mm di pioggia, nonostante sui monti le precipitazioni siano più torrenziali.

## Flora e fauna
A causa delle scarse precipitazioni, la vegetazione è scarsa fatta eccezione per le zone dove è presente l'irrigazione, che è fornita da un antico sistema di canali idrici noti come aflāj (singolare: falaj). I canali spesso corrono nel sottosuolo e originano da pozzi posti in prossimità delle basi dei monti. L'intero sistema degli aflāj è stato dichiarato Patrimonio dell'umanità dell'UNESCO nel 2006.
Gli alberi di acacia formano la quasi totalità della poca copertura vegetale esistente, e il suolo è estremamente roccioso; le specie vegetali sono protette all'interno di riserve naturali. Il governo protegge anche rare specie animali, quali l'orice d'Arabia, il leopardo d'Arabia, la capra di montagna e la tartaruga liuto. L'avifauna dell'Oman è estremamente diversificata e comprende specie quali il mignattaio, il capovaccaio, il falco di Barberia e il cormorano di Socotra.